# Virac (Tarn)
Pour les articles homonymes, voir Virac.
Virac est une commune française située dans le nord du département du Tarn, en région Occitanie. Sur le plan historique et culturel, la commune est dans l'Albigeois, une région naturelle agricole correspondant aux environs de la ville d’Albi.
Exposée à un climat océanique altéré, elle est drainée par la Zère, le ruisseau de la Mouline et par deux autres cours d'eau.
Virac est une commune rurale qui compte 252 habitants en 2022, après avoir connu un pic de population de 491 habitants en 1846.  Elle fait partie de l'aire d'attraction d'Albi. Ses habitants sont appelés les Viracois ou  Viracoises.
Les habitants de Virac sont nommés les Viracois et les Viracoises.

## Géographie

### Localisation
La commune de Virac est située sur le plateau du Ségala dans le nord-ouest du département du Tarn, entre les villes de Cordes-sur-Ciel et Carmaux, à, par la route, 30 min d'Albi et 1 h 15 environ de Toulouse.

### Communes limitrophes
Les communes limitrophes sont  Labastide-Gabausse, Livers-Cazelles, Mailhoc, Milhavet, Monestiés, Salles et Villeneuve-sur-Vère.
| Livers-Cazelles     | Salles  | Monestiés          |
| Milhavet            | Virac   | Labastide-Gabausse |
| Villeneuve-sur-Vère | Mailhoc |                    |

### Géologie et relief
La superficie de la commune est de 1 144 hectares ; son altitude varie de 200  à   340 mètres.

### Hydrographie
La commune est dans le bassin de la Garonne, au sein du bassin hydrographique Adour-Garonne. Elle est drainée par la Zère, le ruisseau de la Mouline, le ruisseau de l'Escourou et par un petit cours d'eau, qui constituent un réseau hydrographique de 6 km de longueur totale,.

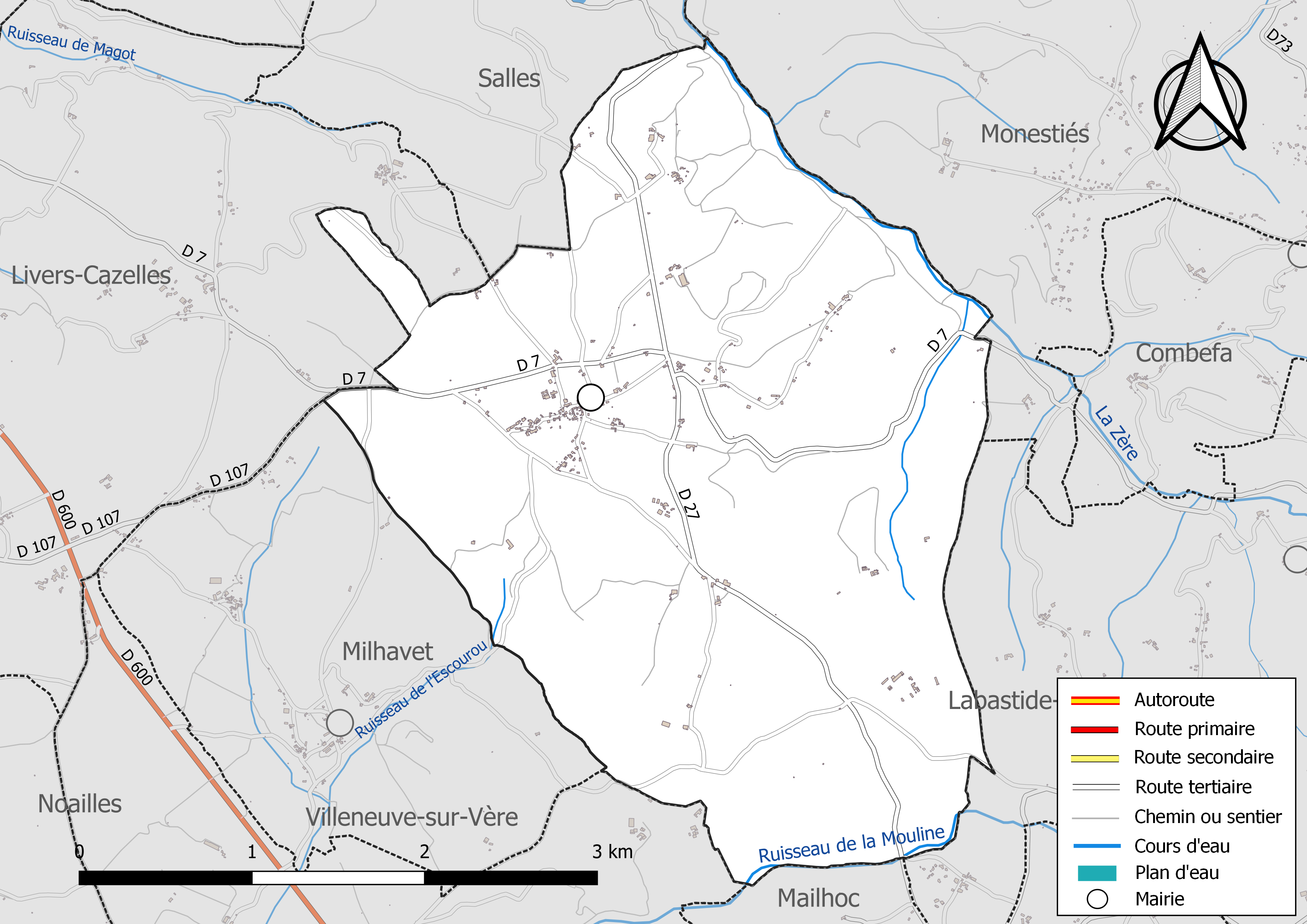
Réseaux hydrographique et routier de Virac.

### Climat
Pour des articles plus généraux, voir Climat de l'Occitanie et Climat du Tarn.
En 2010, le climat de la commune est de type climat océanique altéré, selon une étude du Centre national de la recherche scientifique s'appuyant sur une série de données couvrant la période 1971-2000. En 2020, Météo-France publie une typologie des climats de la France métropolitaine dans laquelle la commune est toujours exposée à un climat océanique altéré et est dans la région climatique Aquitaine, Gascogne, caractérisée par une pluviométrie abondante au printemps, modérée en automne, un faible ensoleillement au printemps, un été chaud (19,5 °C), des vents faibles, des brouillards fréquents en automne et en hiver et des orages fréquents en été (15 à 20 jours).
Pour la période 1971-2000, la température annuelle moyenne est de 12,4 °C, avec une amplitude thermique annuelle de 15,8 °C. Le cumul annuel moyen de précipitations est de 911 mm, avec 10,3 jours de précipitations en janvier et 6,2 jours en juillet. Pour la période 1991-2020, la température moyenne annuelle observée sur la station météorologique de Météo-France la plus proche, « Albi », sur la commune du Sequestre à 15 km à vol d'oiseau, est de 13,8 °C et le cumul annuel moyen de précipitations est de 733,9 mm. 
La température maximale relevée sur cette station est de 42,3 °C, atteinte le 23 août 2023 ; la température minimale est de −20,4 °C, atteinte le 16 janvier 1985,,.
Les paramètres climatiques de la commune ont été estimés pour le milieu du siècle (2041-2070) selon différents scénarios d'émission de gaz à effet de serre à partir des nouvelles projections climatiques de référence DRIAS-2020. Ils sont consultables sur un site dédié publié par Météo-France en novembre 2022.

### Milieux naturels et biodiversité
Aucun espace naturel présentant un intérêt patrimonial n'est recensé sur la commune dans l'inventaire national du patrimoine naturel,,.

## Urbanisme

### Typologie
Au 1er janvier 2024, Virac est catégorisée commune rurale à habitat très dispersé, selon la nouvelle grille communale de densité à sept niveaux définie par l'Insee en 2022.
Elle est située hors unité urbaine. Par ailleurs la commune fait partie de l'aire d'attraction d'Albi, dont elle est une commune de la couronne,. Cette aire, qui regroupe 91 communes, est catégorisée dans les aires de 50 000 à moins de 200 000 habitants,.

### Occupation des sols
L'occupation des sols de la commune, telle qu'elle ressort de la base de données européenne d’occupation biophysique des sols Corine Land Cover (CLC), est marquée par l'importance des territoires agricoles (94,9 % en 2018), une proportion sensiblement équivalente à celle de 1990 (94,3 %). La répartition détaillée en 2018 est la suivante : 
terres arables (68 %), zones agricoles hétérogènes (15,9 %), prairies (11,1 %), milieux à végétation arbustive et/ou herbacée (4,6 %), forêts (0,4 %). L'évolution de l’occupation des sols de la commune et de ses infrastructures peut être observée sur les différentes représentations cartographiques du territoire : la carte de Cassini (XVIIIe siècle), la carte d'état-major (1820-1866) et les cartes ou photos aériennes de l'IGN pour la période actuelle (1950 à aujourd'hui).

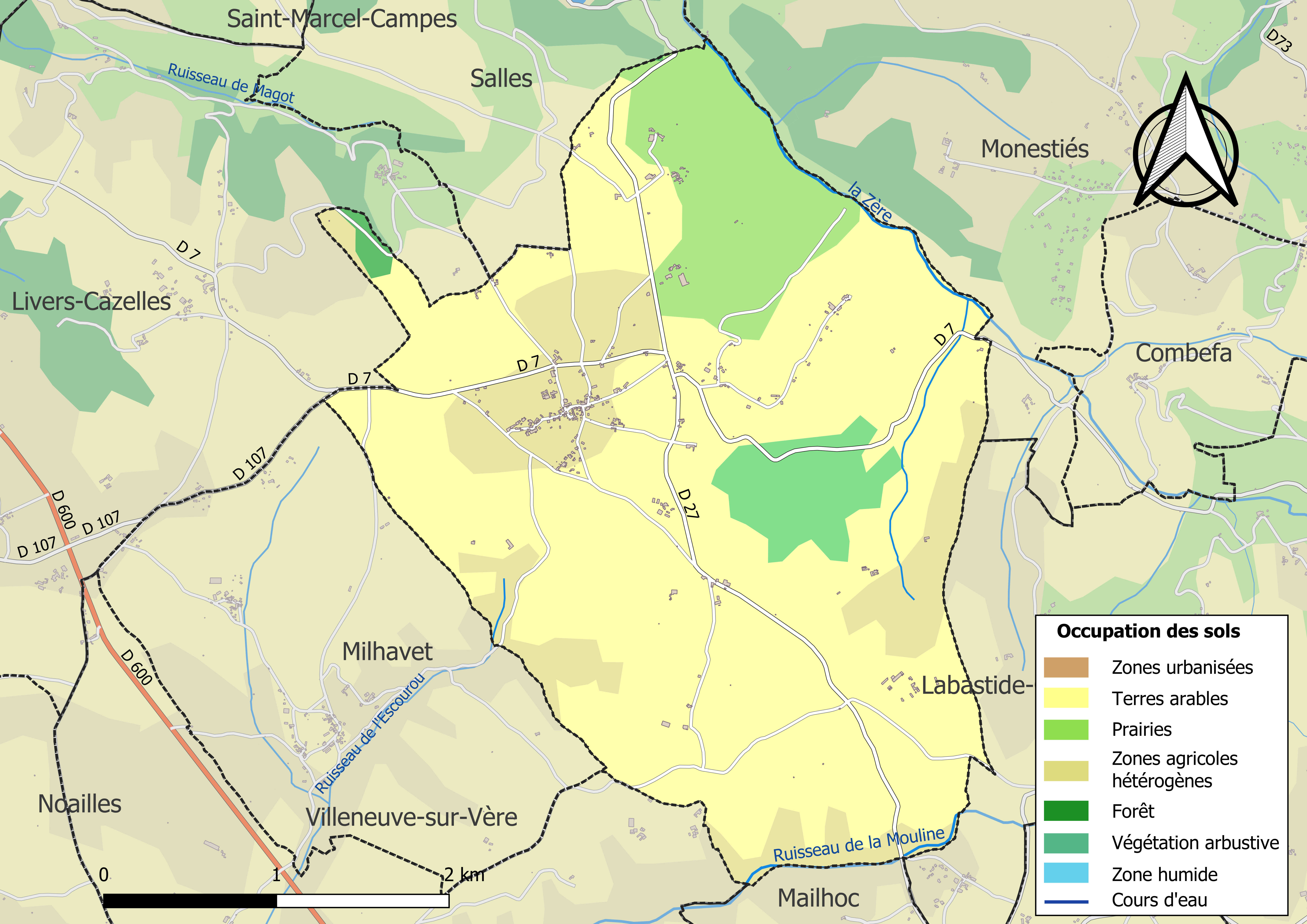
Carte des infrastructures et de l'occupation des sols de la commune en 2018 (CLC).

### Risques majeurs
Le territoire de la commune de Virac est vulnérable à différents aléas naturels : météorologiques (tempête, orage, neige, grand froid, canicule ou sécheresse), mouvements de terrains et séisme (sismicité très faible). Il est également exposé à un risque technologique,  le transport de matières dangereuses, et à un risque particulier : le risque de radon. Un site publié par le BRGM permet d'évaluer simplement et rapidement les risques d'un bien localisé soit par son adresse soit par le numéro de sa parcelle.

#### Risques naturels
Virac est exposée au risque de feu de forêt. En 2022, il n'existe pas de Plan de Prévention des Risques incendie de forêt (PPRif). Le débroussaillement aux abords des maisons constitue l’une des meilleures protections pour les particuliers contre le feu,.

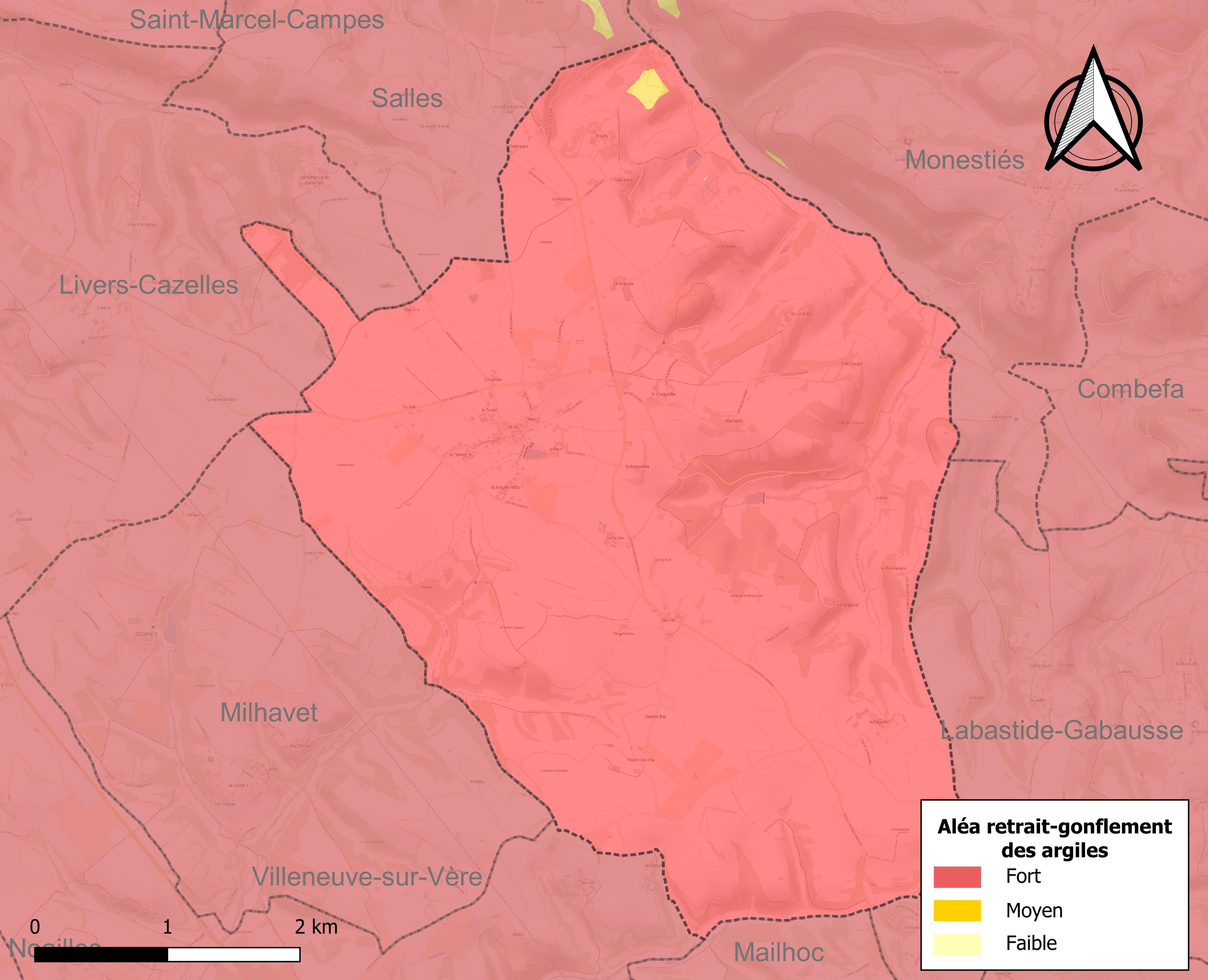
Carte des zones d'aléa retrait-gonflement des sols argileux de Virac.

La commune est vulnérable au risque de mouvements de terrains constitué principalement du retrait-gonflement des sols argileux. Cet aléa est susceptible d'engendrer des dommages importants aux bâtiments en cas d’alternance de périodes de sécheresse et de pluie. La totalité de la commune est en aléa moyen ou fort (76,3 % au niveau départemental et 48,5 % au niveau national). Sur les 119 bâtiments dénombrés sur la commune en 2019, 119 sont en aléa moyen ou fort, soit 100 %, à comparer aux 90 % au niveau départemental et 54 % au niveau national. Une cartographie de l'exposition du territoire national au retrait gonflement des sols argileux est disponible sur le site du BRGM,.
Par ailleurs, afin de mieux appréhender le risque d’affaissement de terrain, l'inventaire national des cavités souterraines permet de localiser celles situées sur la commune.
La commune a été reconnue en état de catastrophe naturelle au titre des dommages causés par les inondations et coulées de boue survenues en 1982 et 1996. 

#### Risques technologiques
Le risque de transport de matières dangereuses sur la commune est lié à sa traversée par des infrastructures routières ou ferroviaires importantes ou la présence d'une canalisation de transport d'hydrocarbures. Un accident se produisant sur de telles infrastructures est susceptible d’avoir des effets graves sur les biens, les personnes ou l'environnement, selon la nature du matériau transporté. Des dispositions d’urbanisme peuvent être préconisées en conséquence.

#### Risque particulier
Dans plusieurs parties du territoire national, le radon, accumulé dans certains logements ou autres locaux, peut constituer une source significative d’exposition de la population aux rayonnements ionisants. Certaines communes du département sont concernées par le risque radon à un niveau plus ou moins élevé. Selon la classification de 2018, la commune de Virac est classée en zone 3, à savoir zone à potentiel radon significatif.

## Histoire
À 4 ou 5 km à peine au sud de Salles et de Monestiés, on quitte la vallée du Cérou et ses architectures de grès pour se retrouver en plein causse, dans le village de Virac caractérisé par ses constructions de pierres calcaires. Dans la côte du Thouron, à 100 m de la route (Roc Négré), la falaise calcaire est trouée d’abris troglodytiques naturels et la roche a été taillée par endroits de main d’homme, ce qui laisse penser à une occupation humaine très reculée. La découverte de vestiges gallo-romains et de sarcophages attestent de la présence de civilisations anciennes. Deux ponts romains franchissent la Zère, dont l’un était traversé par un chemin de Saint-Jacques (Cami des Aobergnas).
La première apparition de la dénomination « Virac » dans les écrits date de 1163, époque à laquelle le comte de Toulouse donna le lieu de Virac (Abirachum Viracum) en garantie de paiement au vicomte d’Albi. Devenu propriété de Simon de Montfort pendant la fameuse croisade, le domaine de Virac fut créé en 1210 par l’évêque d’Albi qui le rattacha à la baronnie de Monestiés. En 1232, il rentra dans le domaine comtal de toulousain et resta désormais dans la circonscription de Cordes. Les habitants de Virac ont souvent remis en cause des obligations communément admises. On sait par exemple que le jour du mariage du roi Louis XIV et de la signature du traité de paix avec l’Espagne, certains Viracois refusèrent de prendre part aux festivités. Cela leur valut une amende de 100 livres.
Peu après la Révolution française, en 1792, la commune de La Gauginié s’est vue rattachée à celle de Virac, ce qui définit le territoire communal tel qu’on le connaît aujourd’hui. Quelques vieilles murailles ceinturent encore le vieux village anciennement fortifié.
Des seigneurs alamans vécurent à Virac au XIIIe siècle, les marquis de Trévien au XVIIIe siècle, plus près de nous au XIXe siècle la famille de Fonpérouse…
Au XVIe siècle s’installèrent ici les religieuses de Notre-Dame des Fargues. Jusqu'en 1880, elles dispensaient un certain enseignement et avaient créé une école dans le village.
Virac a vu un bon nombre de commerces et d’artisans. Peu après la Première Guerre mondiale, il y avait encore deux cafés, un tailleur, un coiffeur, un forgeron, un charron, une modiste, un menuisier, deux épiciers, un chercheur de truffes connu de 20 lieues à la ronde, deux cordonniers, un boulanger…

## Politique et administration
| Période                                  | Période   | Identité        | Étiquette | Qualité                                                      |
| ---------------------------------------- | --------- | --------------- | --------- | ------------------------------------------------------------ |
| avant 1988                               | ?         | Jacques Mercier | PS        |                                                              |
| mars 2001                                | mars 2014 | Yves Dourdou    |           |                                                              |
| mars 2014                                | En cours  | Aline Redo      | DVG       | Enseignante retraitée Conseillère départementale depuis 2015 |
| Les données manquantes sont à compléter. |           |                 |           |                                                              |

## Population et société

### Démographie
| 1793 | 1800 | 1806 | 1821 | 1831 | 1836 | 1841 | 1846 | 1851 |
| ---- | ---- | ---- | ---- | ---- | ---- | ---- | ---- | ---- |
| 451  | 456  | 465  | 471  | 466  | 471  | 479  | 491  | 482  |

| 1856 | 1861 | 1866 | 1872 | 1876 | 1881 | 1886 | 1891 | 1896 |
| ---- | ---- | ---- | ---- | ---- | ---- | ---- | ---- | ---- |
| 486  | 483  | 482  | 431  | 425  | 449  | 423  | 374  | 366  |

| 1901 | 1906 | 1911 | 1921 | 2006 | 2007 | 2012 | 2017 | 2022 |
| ---- | ---- | ---- | ---- | ---- | ---- | ---- | ---- | ---- |
| 341  | 328  | 340  | 298  | 226  | 228  | 216  | 234  | 252  |

### Sport
En 2006 et 2007, des courses équestres « la Ségaline » ont emprunté l'ancien itinéraire du Raid des Bastides  à travers les vallons et les plateaux du Ségala et les vignobles du Gaillacois, offrant au plaisir des yeux de magnifiques paysages, avec la traversée d'Amarens, Andillac, Broze, Cahuzac, Cestayrols, Combefa, Cordes-sur-Ciel, Donnazac, Fayssac, Frausseilles, Gaillac, Labastide-Gabausse, Livers-Cazelles, Mailhoc, Milhavet, Monestiès, Montels, Noailles, Salles, Sénouillac, Souel, Villeneuve-sur-Vère et Virac.
Le village de Virac a accueilli la première étape du Tour du Tarn-et-Garonne 2002.

### Culture
Association sauvegarde patrimoine viracois : créée en octobre 2012, « l'Association de Sauvegarde du Patrimoine viracois » a pour vocation de préserver et de mettre en valeur le patrimoine bâti et non bâti  de la commune.

## Économie

### Revenus
En 2018, la commune compte 85 ménages fiscaux, regroupant 197 personnes. La médiane du revenu disponible par unité de consommation est de 19 040 € (20 400 € dans le département).

### Emploi
|                | 2008  | 2013  | 2018   |
| -------------- | ----- | ----- | ------ |
| Commune        | 3,3 % | 5 %   | 11,3 % |
| Département    | 8,2 % | 9,9 % | 10 %   |
| France entière | 8,3 % | 10 %  | 10 %   |

En 2018, la population âgée de 15 à 64 ans s'élève à 143 personnes, parmi lesquelles on compte 81,6 % d'actifs (70,2 % ayant un emploi et 11,3 % de chômeurs) et 18,4 % d'inactifs,. En  2018, le taux de chômage communal (au sens du recensement) des 15-64 ans est supérieur à celui du département et de la France, alors qu'en 2008 la situation était inverse.
La commune fait partie de la couronne de l'aire d'attraction d'Albi, du fait qu'au moins 15 % des actifs travaillent dans le pôle,. Elle compte 40 emplois en 2018, contre 48 en 2013 et 45 en 2008. Le nombre d'actifs ayant un emploi résidant dans la commune est de 102, soit un indicateur de concentration d'emploi de 39,8 % et un taux d'activité parmi les 15 ans ou plus de 58,6 %.
Sur ces 102 actifs de 15 ans ou plus ayant un emploi, 22 travaillent dans la commune, soit 22 % des habitants. Pour se rendre au travail, 80 % des habitants utilisent un véhicule personnel ou de fonction à quatre roues, 1 % les transports en commun, 5 % s'y rendent en deux-roues, à vélo ou à pied et 14 % n'ont pas besoin de transport (travail au domicile).

### Activités hors agriculture
17 établissements sont implantés  à Virac au 31 décembre 2019.
Le secteur du commerce de gros et de détail, des transports, de l'hébergement et de la restauration est prépondérant sur la commune puisqu'il représente 23,5 % du nombre total d'établissements de la commune (4 sur les 17 entreprises implantées  à Virac), contre 26,7 % au niveau départemental.

### Agriculture
La commune est dans la « plaine de l'Albigeois et du Castrais », une petite région agricole occupant le centre du département du Tarn. En 2020, l'orientation technico-économique de l'agriculture  sur la commune est la polyculture et/ou le polyélevage. 
|               | 1988 | 2000 | 2010 | 2020 |
| ------------- | ---- | ---- | ---- | ---- |
| Exploitations | 34   | 23   | 20   | 23   |
| SAU (ha)      | 816  | 768  | 830  | 994  |

Le nombre d'exploitations agricoles en activité et ayant leur siège dans la commune est passé de 34 lors du recensement agricole de 1988  à 23 en 2000 puis à 20 en 2010 et enfin à 23 en 2020, soit une baisse de 32 % en 32 ans. Le même mouvement est observé à l'échelle du département qui a perdu pendant cette période 58 % de ses exploitations,. La surface agricole utilisée sur la commune a quant à elle augmenté, passant de 816 ha en 1988 à 994 ha en 2020. Parallèlement la surface agricole utilisée moyenne par exploitation a augmenté, passant de 24 à 43 ha.

## Culture locale et patrimoine

### Lieux et monuments

#### ÉgliseSaint-Victor de Virac
L'église fortifiée du XVe siècle Saint-Victor présente les caractères des édifices gothiques flamboyants des causses du Nord-Ouest d’Albi. Le clocher-porche, rappelle ceux de Castelnau-de-Lévis, Lincarque, Mailhoc et Noailles. Figurent les armes des évêques de la famille d’Amboise. Il est fortifié avec gargouilles et mâchicoulis ; portail en anse de panier ; voûtes d'ogives, avec liernes et tiercerons dans une chapelle ; clés de voûte et culs-de-lampe historiés. En 1943, une des deux cloches de bronze datée de 1737 a été classée. L’intérieur a été restauré en 1989. La réfection des vitraux a été achevée en juin 2004.

### Héraldique
| Blason de Virac | Blason  | Parti : au 1er d'azur à quatre épis de blé d'or posés en bandes et rangés en pal, au 2d de gueules à la grappe de raisin d'or. |
| Blason de Virac | Détails | Évoque les productions de la commune. Adopté en 1950.                                                                          |

## Pour approfondir